# 物理评论E
《物理评论E》（英語：Physical Review E）是美国物理学会出版的同行评审科学期刊，领域涉及统计物理学、非线性物理。目前主编为Uwe C. Täuber。虽然期刊原创研究内容需要订阅，但社论、新闻和其他非研究内容可公开访问。

## 研究领域
尽管期刊的重点是多体现象，但研究范围包括量子混沌、软物质物理、经典混沌、生物物理和颗粒材料。还强调了统计物理学、流体的平衡和传输特性、液晶、复杂流体、聚合物、混沌、流体动力学、等离子体物理学、经典物理学和计算物理学。